# Søren Aagesen
Søren Aagesen (født 16. januar 1753 i København, død 23. maj 1817 sammesteds) var en dansk deputeret og generalkrigskommissær, far til Nicolai Aagesen.
Han var søn af bogholder, regimentskvartermester og købmand Niels Aagesen (1718-1776) og Anna Johanne Fischer (død 1762). Søren Aagesen blev 1777 virkelig kancellisekretær, 1777 (anciennitet fra 1775) 2. kancellist i 2. Departement af Krigskancelliet, 1781 (ifølge resolution) 1. kancellist, 1789 bureauchef i 1. Departement, 1791 virkelig krigsråd, var fra 1797 til 1805 regimentskvartermester ved Livgarden til Hest, blev 1799 virkelig justitsråd, 1804 deputeret i Generalkommissariatskollegiet, 1805 medlem af Generalindkvarteringskommissionen og 1808 medlem af Kommissionen angaaende Rangskatten. Aagesen fik 1812 rang som konferensråd og blev 28. januar 1813 Kommandør af Dannebrog.
26. april 1781 ægtede han i Lyngby Kirke Megtele Christine Riegelsen (28. december 1757 - 2. marts 1834 i København), datter af Anders Pedersen Riegelsen (1689-1763) og Magdalene Cathrine de Falsen (1723-1809).